# (469704) 2005 EZ296
(469704) 2005 EZ296, também escrito como (469704) 2005 EZ296, é um objeto transnetuniano que está localizado no Cinturão de Kuiper, uma região do Sistema Solar. Este corpo celeste é classificado como um plutino, pois, o mesmo está em uma ressonância orbital de 2:3 com o planeta Netuno. Ele possui uma magnitude absoluta de 6,6 e tem um diâmetro estimado com 211 km.

## Descoberta
(469704) 2005 EZ296 foi descoberto no dia 9 de março de 2005 pelo astrônomo Marc W. Buie.

## Órbita
A órbita de (469704) 2005 EZ296 tem uma excentricidade de 0,155 e possui um semieixo maior de 39,716 UA. O seu periélio leva o mesmo a uma distância de 33,568 UA em relação ao Sol e seu afélio a 45,864 UA.